# とろ鯖
とろ鯖（とろさば）は、真鯖の中で脂質含量が21％以上あるものをいう。もともと水産業者などが品質の目安とするための呼称であったが、寿司屋や一般家庭でも使われるようになった。
主に寒流の影響を受けた鯖に多く、代表的なものに青森県の「八戸前沖鯖」がある。漁獲量の問題から西日本で流通されることは少ない。

## 主な調理法
- とろ鯖棒寿司 - 鯖寿司の一種。